# IOS somente na UE
La Ley de Mercados Digitales (en inglés: Digital Markets Act o DMA) es una legislación de la Unión Europea que entró en vigor en 2024. El principal objetivo de la DMA es regular a las grandes plataformas tecnológicas, conocidas como "guardianes" (gatekeepers), que ejercen un control significativo sobre el acceso a servicios digitales. Entre las medidas introducidas por esta ley está la obligación de que Apple permita el uso de tiendas alternativas y descargas fuera de la App Store en dispositivos que operan el sistema iOS dentro de la Unión Europea.

## Antecedentes
Antes de la implementación de la DMA, Apple tenía control exclusivo sobre la descarga de aplicaciones en dispositivos iOS, permitiendo solo la instalación a través de la App Store, con comisiones del 15% al 30% en las transacciones. La Comisión Europea consideró esta práctica como anticompetitiva, lo que llevó a que Apple fuera clasificada como un "guardia" bajo la DMA.
Apple, junto con otras empresas como Google, Meta y Amazon, fue identificada como una plataforma dominante bajo esta nueva legislación.

## Cambios impuestos a Apple
Con la implementación de la DMA, Apple tuvo que realizar cambios significativos en la distribución de aplicaciones en dispositivos iOS dentro de la UE. Los principales cambios incluyen:
- Permiso para tiendas de terceros**: A partir de 2024, los usuarios de iPhone y iPad pueden instalar aplicaciones desde tiendas alternativas, como la Epic Games Store y la AltStore. [3]
- Sideloading: Los usuarios pueden descargar e instalar aplicaciones directamente desde sitios web, sin necesidad de pasar por la App Store.
- Reducción de comisiones para desarrolladores**: Los desarrolladores pueden evitar las comisiones del 30% de la App Store distribuyendo sus aplicaciones a través de tiendas alternativas o mediante sideloading.[4]

## Impacto en el ecosistema de iOS
Estos cambios tuvieron un impacto significativo tanto en los consumidores como en los desarrolladores dentro de la Unión Europea.
Consumidores
Para los consumidores, el principal beneficio fue una mayor libertad de elección. Ahora pueden optar por descargar aplicaciones desde otras fuentes, evitando potencialmente las tarifas y restricciones de la App Store. La apertura de nuevas tiendas y la posibilidad de realizar sideloading trajo más opciones. 
Desarrolladores
Para los desarrolladores, la capacidad de eludir las comisiones de Apple supuso un mayor control sobre la distribución de sus aplicaciones y una mayor visibilidad para desarrolladores independientes.

## Regreso deFortnitey lanzamiento deFall Guys Mobile
Las nuevas regulaciones facilitaron el regreso del popular juego Fortnite a la plataforma iOS en la UE. En 2020, Epic Games fue prohibida de la App Store por violar las reglas de pago dentro de la aplicación de Apple. Con la DMA, los usuarios de iOS en la UE pueden descargar Fortnite directamente desde la Epic Games Store o desde otras fuentes alternativas.
Además, el juego Fall Guys fue lanzado en iOS como Fall Guys Mobile, permitiendo a los usuarios descargar el juego desde tiendas de terceros como Epic Games Store.

## Fortalecimiento de tiendas alternativas
Con la entrada en vigor de la DMA, se ha incrementado el uso de tiendas alternativas como la AltStore. Esta tienda ofrece aplicaciones que no están permitidas en la App Store oficial de Apple. La regulación europea permitió que AltStore operara legalmente dentro de la Unión Europea.

## Regiones afectadas
La DMA se aplica únicamente a los estados miembros de la Unión Europea, incluyendo:
- Alemania
- Francia
- Italia
- España
- Países Bajos
- Portugal
- Suecia
- Bélgica
- Austria
- Dinamarca

En regiones fuera de la Unión Europea, como el Reino Unido y los Estados Unidos, la DMA no se aplica, pero puede servir como modelo para futuras regulaciones.